# MASK (videogioco)
MASK è un videogioco sparatutto tratto dalla serie animata M.A.S.K., pubblicato nel 1987 per Amstrad CPC, Commodore 64 e ZX Spectrum dalla Gremlin Graphics.
Fu seguito da MASK II (1987) e VENOM Strikes Back (1988), che a differenza del primo uscirono anche per MSX.

## Trama
Come nell'originaria serie di cartoni animati e giocattoli, MASK è un corpo di agenti speciali dotati di attrezzature fantascientifiche che controllano tramite maschere interattive. L'organizzazione criminale VENOM ha rapito sette agenti, li ha privati delle maschere e ne ha trasportati alcuni su altri mondi tramite un vortice spaziotemporale. L'unico agente rimasto, Matt Trakker, deve recuperare i compagni viaggiando attraverso il vortice con la Thunderhawk, un veicolo in grado di sorvolare ostacoli rasoterra. Le quattro zone in cui si trovano gli agenti sono, nell'ordine, il deserto presso la base MASK di Boulder Hill, un mondo preistorico, un mondo futuristico e la base VENOM, che Matt Trakker dovrà infine distruggere.

## Modalità di gioco
Il giocatore pilota la Thunderhawk su quattro livelli con visuale dall'alto, da esplorare liberamente con scorrimento nelle otto direzioni. Il veicolo può muoversi in tutte le direzioni con un po' di inerzia e sparare proiettili a fuoco doppio.
Per completare un livello occorre trovare due agenti e le rispettive maschere per poi tornare al vortice, escluso il primo livello dove c'è un solo agente, ma si deve anzitutto recuperare la maschera di Matt Trakker stesso. Per ogni agente è necessario trovare prima uno scanner, che una volta attivato indica la direzione in cui si trova il nascondiglio dell'agente tramite delle frecce nella parte bassa dello schermo. Per attivare lo scanner bisogna anche trovare le quattro parti della chiave di sicurezza e assemblarle; per far questo si deve aprire un'apposita finestra e risolvere un piccolo rompicapo, selezionando le parti giuste tra quelle possedute per comporre l'immagine di una lettera.
Sul territorio di ogni livello ci sono ostacoli invalicabili e oggetti da raccogliere, ossia gli scanner, le parti di chiave (tra cui solo quattro corrette e molte altre inutili), bonus di riparazione o bombe. Queste ultime si possono successivamente piazzare ed esplodono a tempo, e possono servire ad esempio a eliminare certe strutture.
I nemici variano a seconda del livello: a Boulder Hill veicoli di terra di diversi tipi ed elicotteri che sganciano bombe, nel mondo preistorico dinosauri e vulcani, in quello futuristico UFO e buchi neri, e forze di ogni genere nella base VENOM. Si può subire una certa quantità di danni prima della distruzione e c'è anche un limite di tempo.